# 八日市市

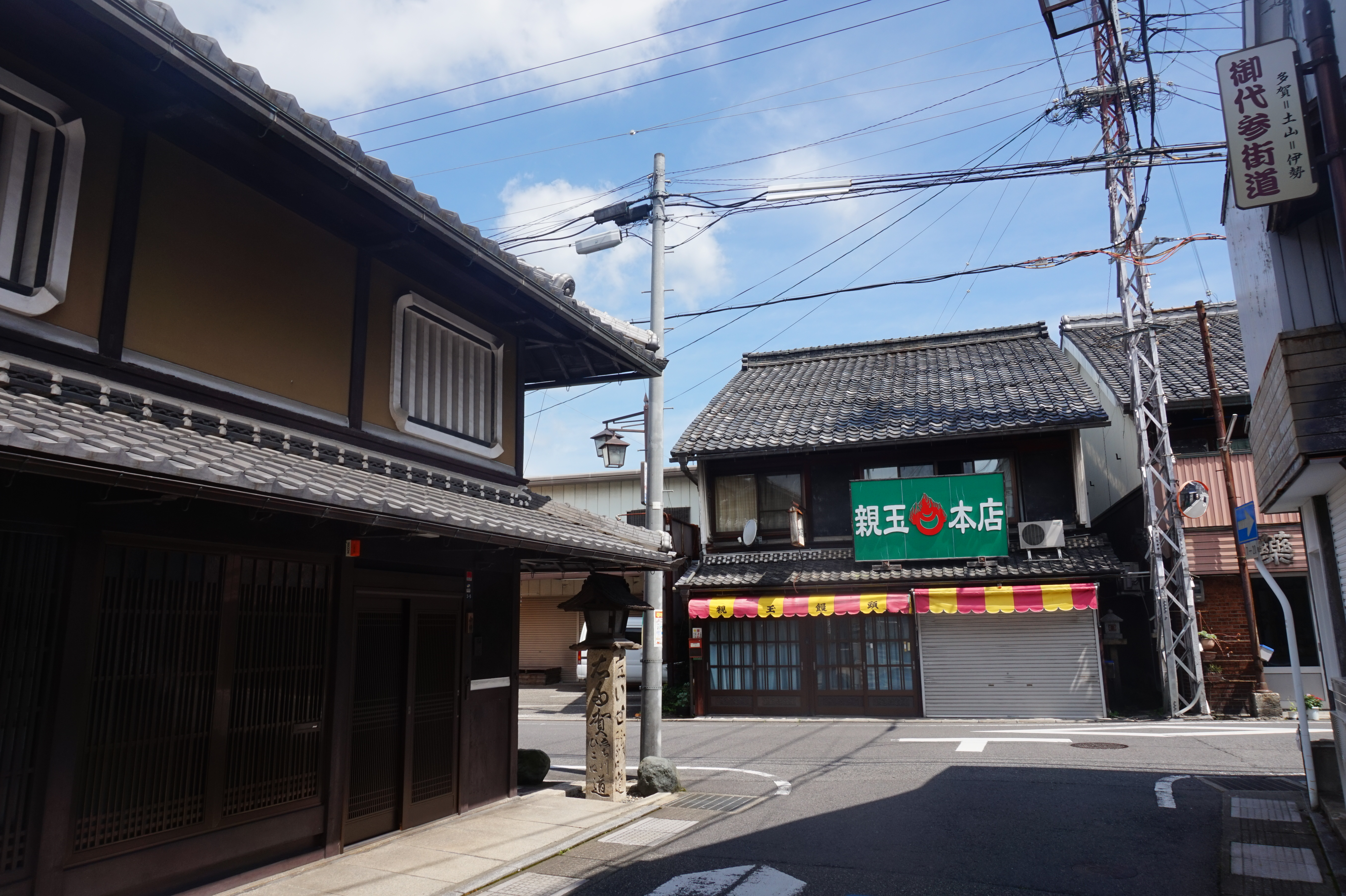
御代参街道と八風街道の交差点

八日市市（ようかいちし）は、かつて滋賀県湖東地域にあった市。古くからの市場町で、聖徳太子の時代から毎月「八」の付く日に市が開かれていたとされ、それが地名の由来となった。また、面積が畳百畳分にも及ぶ大凧を揚げる「大凧まつり」でも知られる。
消滅するまで、滋賀県内で唯一JR線の開通していない市であった。

## 地理
- 河川：愛知川

## 歴史
御代参街道と八風街道が交わる交通の要衝で、周辺の農村地域を商圏とする市場町として栄えた。戦前には八日市飛行場が所在し、八日市駅周辺は大津・彦根に次ぐ県下有数の歓楽街として栄えた（延命新地）。
- 1915年（大正4年）6月 - 西日本初の民間飛行場が開設[3]。
- 1954年（昭和29年）8月15日 - 神崎郡八日市町・建部村・御園村・蒲生郡市辺村・玉緒村・平田村が合併して八日市市が発足。
- 1954年（昭和29年）11月 - 市章を制定[1]。
- 2005年（平成17年）2月11日 - 愛知郡愛東町・湖東町・神崎郡永源寺町・五個荘町と合併して東近江市が発足[2]。八日市市役所庁舎がそのまま東近江市役所本庁舎となった。

## 行政

### 歴代市長
| 代         | 氏名         | 就任日                    | 退任日                     |            |
| 八日市市長 | 八日市市長   | 八日市市長                | 八日市市長                 | 八日市市長 |
| ---------- | ------------ | ------------------------- | -------------------------- | ---------- |
| 1          | 山田治右衛門 | 1954年（昭和29年）9月24日 | 1955年（昭和30年）2月27日  |            |
| 2          | 今宿次雄     | 1955年（昭和30年）4月1日  | 1959年（昭和34年）3月31日  |            |
| 3          | 山田平治     | 1959年（昭和34年）4月1日  | 1963年（昭和38年）3月31日  |            |
| 4 - 5      | 西澤久衛門   | 1963年（昭和38年）4月30日 | 1971年（昭和46年）4月29日  |            |
| 6          | 武村正義     | 1971年（昭和46年）4月30日 | 1974年（昭和49年）10月15日 |            |
| 7 - 8      | 山田正次郎   | 1974年（昭和49年）12月1日 | 1982年（昭和57年）11月30日 |            |
| 9 - 11     | 望田宇三郎   | 1982年（昭和57年）12月1日 | 1994年（平成6年）11月30日  |            |
| 12 - 14    | 中村功一     | 1994年（平成6年）12月1日  | 2005年（平成17年）2月10日  |            |

### 姉妹都市・友好都市・交流都市
- マーケット市（アメリカ合衆国 ミシガン州）
1979年8月13日 姉妹都市提携
- 常徳市（中華人民共和国 湖南省）
1994年8月15日 友好都市提携
- 統営市（大韓民国 慶尚南道）
2001年5月26日 交流都市提携
- ハノーファー市（ドイツ連邦共和国 ニーダーザクセン州）

## 産業
主な企業
- 京セラ
- 村田製作所
- 凸版印刷
- 大昭和紙工
- ティラド（旧・東洋ラジエーター）
- 松下電器
- ノエビア
- サントリー
- 大日本トランプ

## 教育

### 小学校
- 八日市市立八日市北小学校 （八日市市建部日吉町）
- 八日市市立八日市南小学校 （八日市市東中野町）
- 八日市市立八日市西小学校 （八日市市柏木町）
- 八日市市立布引小学校 （八日市市今堀町）
- 八日市市立玉緒小学校 （八日市市大森町）
- 八日市市立御園小学校 （八日市市五智町）

### 中学校
- 八日市市立聖徳中学校（八日市市聖徳町）
- 八日市市立船岡中学校（八日市市市辺町）
- 八日市市立玉園中学校（八日市市妙法寺町）
- 私立滋賀学園中学校（八日市市建部北町）

### 高等学校
- 滋賀県立八日市高等学校（八日市市上之町）
- 滋賀県立八日市南高等学校（八日市市春日町）
- 私立滋賀学園高等学校（八日市市建部北町）
- 私立司学館高等学校（八日市野々宮町）

### その他の学校
- 滋賀文化短期大学（八日市市布施町）
- 滋賀県立八日市養護学校（八日市市上平木町）

## 交通

### 鉄道
- 近江鉄道本線
  - （至米原駅）←河辺の森駅 - 八日市駅 - 長谷野駅 - 大学前駅→（至貴生川駅）
- 近江鉄道八日市線（快速）
  - 八日市駅→（至近江八幡駅）
- 近江鉄道八日市線（普通）
  - 八日市駅 - 新八日市駅 - 太郎坊宮前駅 - 市辺駅 - 平田駅 →（至近江八幡駅）

### 道路
高速道路
- 名神高速道路：八日市インターチェンジ・黒丸パーキングエリア

一般国道
- 国道307号
- 国道421号（八風街道）

一般県道
- 滋賀県道13号彦根八日市甲西線
- 滋賀県道41号土山蒲生近江八幡線
- 滋賀県道46号八日市蒲生線
- 滋賀県道45号石原八日市線（大凧通り）
- 滋賀県道52号栗見八日市線
- 滋賀県道216号雨降野今在家八日市線（駅前グリーンロード）
- 滋賀県道170号高木八日市線（布引街道）
- 滋賀県道328号五個荘八日市線
- 滋賀県道327号湖東八日市線
- 滋賀県道208号小脇西生来線

主要市道
- 沖野通り
- ひばり通り
- 延命林道
- 太郎坊参拝自動車道路

## 娯楽
- 八日市協楽映画劇場 - 映画館
- 八日市東映劇場 - 映画館

## 名所・旧跡
- 太郎坊宮（阿賀神社）
- 延命公園
- 雪野山古墳
- 瓦屋寺